# Krąg Papeza
Krąg Papeza – element układu limbicznego po raz pierwszy opisany przez Jamesa Papeza w 1937 roku.

Krąg Papeza (model heurystyczny; zob. też Christfried Jakob – dorobek naukowy)

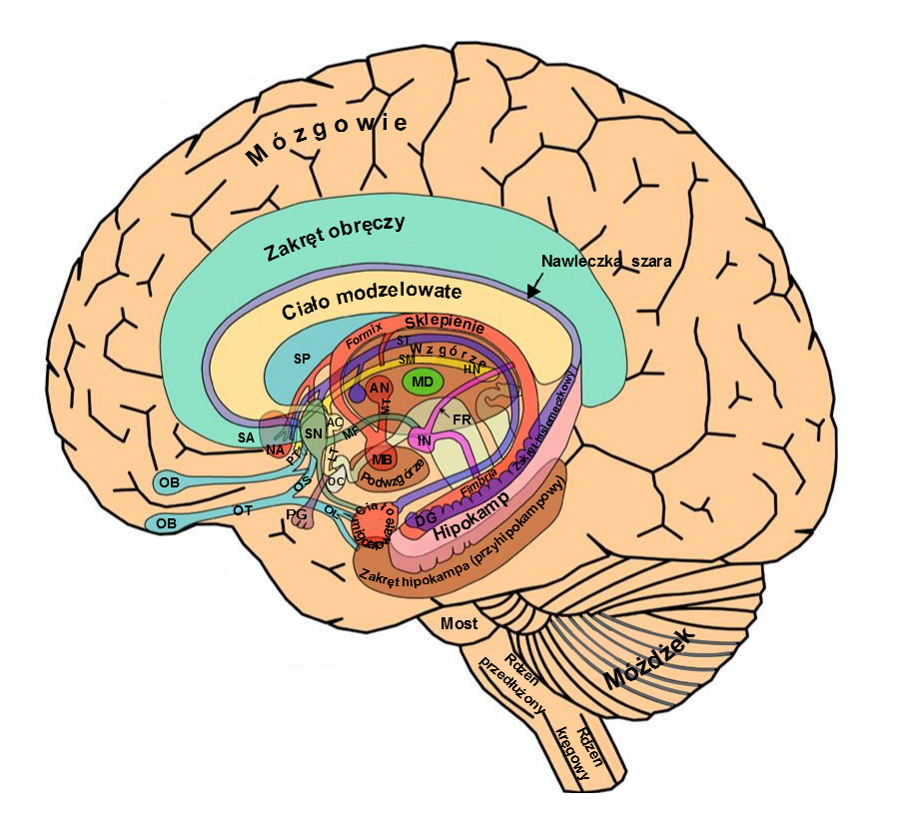
Układ limbiczny człowieka i okoliczne struktury

Krąg ten opisuje drogę konfiguracji zamkniętej niektórych z zespoleń limbicznych. Pamięć istnieje w nich dopóty, dopóki informacja krąży w tym kręgu.

## Schemat drogi kręgu Papeza
formacja hipokampa → sklepienie → ciało suteczkowate → droga suteczkowo-wzgórzowa → jądro przednie wzgórza → odnoga przednia torebki wewnętrznej → zakręt obręczy → zakręt hipokampa → droga przeszywająca → formacja hipokampa

## Inne elementy drogi kręgu Papeza
Nowe badania w neuroanatomii przynoszą nowe wnioski dotyczące dróg kręgu Papeza. Rozważa się również większe zamknięte konfiguracje włączające inne struktury anatomiczne mózgowia:
- podwzgórze
- ciało migdałowate
- zakręt przyhipokampowy
- przegroda przezroczysta

## Historia
Christfried Jakob odkrył w 1907–1908 roku funkcję zakrętu obręczy, jaką jest zbieranie bodźców proprioceptywnych i interoceptywnych z (odpowiednio) mięśni i trzewi, a między 1911 a 1913 rokiem w monografiach poświęconych neuroanatomii porównawczej opisał udział ciał suteczkowatych, przednich jąder wzgórza i hipokampa (czyli elementów kręgu Papeza) w kontroli emocji (na kilkanaście lat przed pracami Papeza).